# Jardín América
Jardín América é uma cidade da Argentina, no departamento de San Ignacio da província de Misiones.

## Geografia

### Localização
O município de Jardín América encontra-se na margem do rio Paraná, no qual está localizado Puerto Oasis. Limita-se com os municípios de Hipólito Yrigoyen, Colonia Polana e Santo Pipó, do mesmo departamento; Puerto Leoni do departamento Libertador General San Martín, Campo Viera de Oberá e Campo Grande de Cainguás.
A cidade de Jardín América se encontra a aproximadamente 10 quilômetros do rio Paraná, a 100 km da cidade de Posadas. A Ruta 12 e a Ruta provincial N° 7 passam pela cidade.

### Demografia
A população do município de Jardín América é de aproximadamente 50.000 habitantes (Estimativa. O censo será realizado em outubro de 2020), dos quais 28% residem na zona rural e 72% na zona urbana. Grande parte dos moradores são descendentes dos imigrantes europeus e asiáticos que povoaram a província no início do século XX; porém também há uma importante porcentagem de habitantes que vieram do Brasil e Paraguai, e também de outras províncias argentinas.